# 晓 (火影忍者)

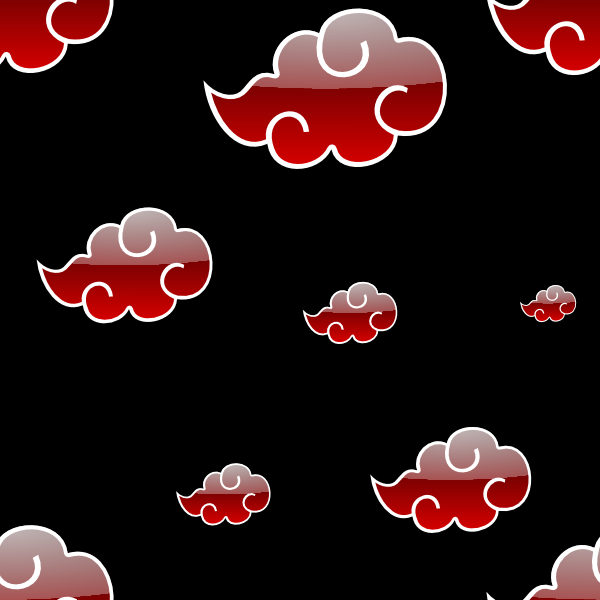
成员黑衣上的红云

曉成员戴的帽子

「曉」是日本動漫《火影忍者》系列裡的一个反派組織，一開始是彌彥、長門跟小南等等飽受戰火摧殘的難民們，一同為了世界的和平的理想奮鬥而創立的組織，但是自從首領彌彥被山椒魚半藏給算計害死後，曉也因為彌彥之死而隨之被抄，他倖存下來的朋友長門跟小南也因而轉換志向，正好帶土出現並搧風點火，造成組織變成透過控制和恐懼的方式帶來和平，走向一個為了征服世界而殺戮的組織，重新建立的曉人數大為減少，成為了只有少數精英成員組成的組織，原本是十二人的組織，後因成員大蛇丸的背叛而變成十一人组成，他們都是來自各忍者村的S級叛忍，各個成員都擁有可怕的能力，後來還引發了第四次忍界大戰，受到五大忍者村的注意。目前全數成員除了大蛇丸以外已全數陣亡，飛段和黑絕則遭永久封印，因此實質上整個組織已瓦解。

## 組織簡介
長門為表面首領，宇智波帶土為幕後黑手，最初是彌彥作為創始人建立曉，但之後彌彥不幸死於「山椒魚」半藏的計謀中，其屍體後被長門製成佩恩天道，長門則以「佩恩」的身份繼續領導着曉。
之後自稱「宇智波斑」的帶土利用彌彥之死引出長門的黑暗面，使曉逐漸墜落成為邪惡組織。帶土雖為組織的一份子，但一直在幕後暗中行動，直到赤砂蠍戰死後才以新人「鳶」的名義正式加入曉，並和地達拉一起組隊活動。在地達羅死後，帶土以「宇智波斑」的名義與佩恩和小南會面。
平時由佩恩在雨忍村裏召集、指點及分配工作，是組織的領導者，和小南分別是那裏的「神」和「天使」。在佩恩死後，帶土轉移陣地到瀧忍者村和音忍者村之間的濱海地區－山嶽的墓場。

## 成員

### 晓初期的成員
彌彥（聲優：堀內賢雄、羽多野涉【幼年期】（日本）；何志威、曾允凡【幼年期】（台灣）；張裕東→林筠翔（香港））
查克拉屬性：火、水、風
橙髮灰瞳孔的雨隱村少年。小时候經歷忍界大战變成孤兒，後來結識了小南與長門。彌彥關心伙伴、積極向上，理想是改變國家，保護大家，達到世界頂端。後來遇到了當時正與雨忍村首領「山椒魚」半藏交手的自來也、綱手、大蛇丸，不久之後三人就一起拜師於自來也，學習忍术。
查克拉的屬性为水屬性，所以擅長水遁系忍術。
在接受自來也的指導時與小南、長門一同待在某棟小屋生活了一段時期。當時四人用自來也設計的門牌卡放在牆架上作為暗號，若是將紅色面朝外表示人在屋子裡，白色面表示本人出去不在。
後來彌彥長大後成立了組織，聚集了一群人，可以說是「曉」的前身。由於人數規模變多，為了要尋覓更大的地點作為根據地，三人只得告別和自來也生活時期的小屋。離開前最後一刻，三人聚在門牌卡前，約定在夢想實現的那天，要回到這間小屋與自來也一起慶祝理想的成功。小南首先把自己的門牌卡翻轉，正當彌彥準備翻轉自己的門牌卡時，刺客出現並襲擊三人的所在處，長門、彌彥、小南藉著自來也在小屋設置的秘密通道躲過一劫，長門和彌彥卻從此沒法再回去翻轉自己的門牌卡。
鳶為了實現自己的計畫而找上三人，試圖勸說長門歸順。彌彥卻對此頗不以為然，對鳶的態度冷淡，兩人的意見無法合拍。
後來彌彥被半藏以小南的性命相逼，自行撞上長門手中的苦無而死。死後被長門製作成为佩恩中的天道，最後培因殺了半藏並統治雨忍村。
在長門死去之後，彌彥的屍體和長門的屍體都被小南帶走繼而安葬。
水遁·水亂波
基本水遁術，口中噴出瀑布般的水槍。
長門 / 佩恩（聲優：森田順平、前野智昭【幼年期】（日本）；陳幼文、潘慕嫻【幼年期】（台灣）；李致林（香港））
小南（聲優：田中敦子、峰香織【幼年期】（日本）；丘梅君、蔣篤慧【幼年期】（台灣）；張頌欣（香港））

### 後續的成員
枇杷十藏（聲優：後藤光祐（日本）；陳幼文（台灣））
宇智波鼬
干柿鬼鮫（聲優：檀臣幸（日本）；林協忠【第一部】、陳宏瑋→何志威【疾風傳】（台灣）；招世亮（香港））
地達羅（聲優：川本克彥（日本）；陳宏瑋→何志威（台灣）；劉奕希（香港））
蠍（聲優：櫻井孝宏、矢島晶子【幼年期】、青山穰【蛭子】（日本）；郭馨雅、林协忠【蛭子】（台灣）；陳卓智→胡家豪（香港））
飛段（聲優：寺杣昌紀（日本）；林協忠（台灣）；何承駿→關令翹（香港））
角都（聲優：土師孝也（日本）；陳宏瑋→何志威（台灣）；古明華→蕭徽勇（香港））
與飛段互為搭檔的「曉」成員，平時戴著只露出雙眼的面罩，黑長髮，嘴巴及額頭邊有縫痕，雙眼異於常人，呈現紅底綠瞳的色調。代表「北斗」的「北」字戒指，佩戴在左 手中指上。個性有些暴戾、忠心，本身也是個認為金錢至上的人，有幾回還因為在旅途上打工賺旅費，導致行程略有延誤，使得飛段對他頗有微詞。實際年齡為91歲，擁有五顆心臟，不過角都往往在自己身體機能停止前就會去奪取他人心臟並供己使用，因此便從戰亂時期一直活到今日。角都跟拍擋飛段合稱「不死二人組」，默契雖好但爭吵不休。
角都獨自走過漫長的歲月，可以追溯到各國忍者村建立之初。某日，作為瀧忍者村中精英的他接受了高層派下來的任務，任務內容是暗殺火影，因此角都到了木葉和「初代火影」千手柱間戰鬥，不料敗於柱間的木遁秘術之下，一度面臨喪命危機，但後來總算返回村子，然而等待他的是任務失敗的罪名和重罰。角都認為自己為了村子賭上性命卻遭到不平等對待，於是懷著非常強烈的仇恨逃獄，拿走了被村子視為珍寶的禁術，並奪取村內所有高層人士的心臟，而那個禁術就是角都所用的血管觸手——地怨虞。經過了很漫長的時間，角都加入「曉」並成為其成員，擔任「曉」的財務總管，雇了兩名忍者管帳，那兩人在角都死後被蛇小隊（鷹小隊前身）逼問鼬的下落。
接到任務的角都飛段勝於火之寺守護忍十二士之一地陸和「二尾」人柱力－二位柚木斗，接著壓倒鋼子鐵、神月出雲、秋道丁次、山中井野。由於角都殺害了其餘性質變化的忍者並取其心臟，故他能使出五種性質變化的組合忍術，如風遁配上火遁能構成更強大的火遁術，而且不是一般的水遁術所能消滅。第一顆心臟被卡卡西毀掉，第二顆被鹿丸讓飛段的忍術陷害並且誤毀，最終被漩渦鳴人用「風遁·螺旋手裏劍」擊碎全身細胞及兩顆心臟，最後一顆被卡卡西以雷切擊斃，其屍體被帶回木葉，給醫療班研究當中。
漫畫489話，角都被藥師兜以 「穢土轉生之術」召喚出來，及後在忍界大戰時期，跟著金角銀角、加藤斷、猿飛阿斯瑪等被「穢土轉生」召喚的忍者參與戰爭，和絕大軍一同潛伏渡海襲擊忍者聯軍第一大分隊，隨後角都就從忍界聯軍的基層成員中奪取到四顆不同屬性的心臟，接著就遇到出雲、小鐵出擊，其後他奪取的四顆心臟都被天天意外撿到雲忍金角&銀角遺落的五大忍具之一、能使用五種性質變化的「芭蕉扇」毀掉，而角都則被再次羽化的丁次擊敗，丁次將角都交給夥伴處理並追擊鳶所召喚的外道魔像，不久角都和正在對他進行封印的忍聯軍成員都被外道魔像襲擊的戰火波及，未知當時是否被封印，但是在宇智波鼬讓兜解除穢土轉生之後，除了及時使出脫離施術者結印的宇智波斑之外，其餘穢土轉生者都確定回歸死亡。
角都的角，取自於日本將棋遊戲中的「角行」，這和鹿丸喜歡下的將棋有關。
性質面具
於角都背部的四個面具，代表除了自身其餘搶奪來的心臟，每個都有心臟原有者生前的查克拉屬性（火、風、雷、水）。角都所擅長的攻擊方式為由自身血管形成的觸手進行主要攻擊，四個面具怪在旁攻擊輔助。
絕
鳶 / 宇智波帶人

### 離開的成員
大蛇丸（聲優：くじら、山口真弓【幼年時代】（日本）；趙明哲→陳幼文（台灣）；陳欣（香港））
木葉忍者村的逃亡忍者。當時是蠍的搭檔，但是彼此之間的關係非常惡劣。企圖奪取鼬的身體作為下一個容器失敗，戴有戒指的手臂也被砍斷。在第一部開始的7年前離開曉，之後與曉成為對立關係，研究有關宇智波斑與其他曉的成員的情報，情報量多到足以讓鳶感到驚訝的程度。
| 姓名             | 戒指       | 戒指的位置 | 隊友              | 原隸屬忍者村 |
| ---------------- | ---------- | ---------- | ----------------- | ------------ |
| 宇智波帶人（鳶） | 玉（玉女） | 左手大拇指 | 地達羅→絕         | 木葉忍者村   |
| 絕               | 玄（玄武） | 右手小指   | 鳶                | 輝夜的意志   |
| 長門（培因）     | 零（零葬） | 右手大拇指 | 小南              | 雨忍者村     |
| 小南             | 白（白虎） | 右手中指   | 培因              | 雨忍者村     |
| 宇智波鼬         | 朱（朱雀） | 右手無名指 | 枇杷十藏→干柿鬼鮫 | 木葉忍者村   |
| 枇杷十藏         | 南（南斗） | 左手無名指 | 宇智波鼬          | 霧忍者村     |
| 干柿鬼鮫         | 南（南斗） | 左手無名指 | 宇智波鼬          | 霧忍者村     |
| 飛段             | 三（三台） | 左手食指   | 角都              | 湯忍者村     |
| 角都             | 北（北斗） | 左手中指   | 飛段              | 瀧忍者村     |
| 地達羅           | 青（青龍） | 右手食指   | 蠍→鳶             | 岩忍者村     |
| 蠍               | 玉（玉女） | 左手大拇指 | 大蛇丸→地達羅     | 砂忍者村     |
| 大蛇丸           | 空（空陳） | 左手小指   | 蠍                | 木葉忍者村   |

## 目的
為了平衡不同勢力的穩定而分散於世界各地的尾獸已經存在很強大的力量，但是這樣仍會持續地發生零星衝突，培因透露收服不同「尾獸」的目的，就是要收集尾獸們的力量來開發新的禁術，其威力強大到使用一次就能讓大國瞬間瓦解，並將禁術武器交給互相爭鬥的國家，任由他們利用武器互相攻伐，由此數以億計的人將會在瞬間死去，進而使人們、國家以至全世界知曉痛苦，在恐懼及抑壓之下，人們才會知道追求完全的和平的重要，讓世界步入安定，而在經過數十年後抑制力低下時，人們又會再度開始爭鬥，屆時又會去使用禁術兵器，再次體會到真正的痛苦，這樣又能維持一段時間的和平，如此一來就能在永不終結的憎恨連鎖中屢次產生一段時間的和平。
後來宇智波帶土引述斑的「月之眼計畫」有個更遠大的願景，最終目的是把所有尾獸收集起來使「十尾」復活，讓自己成為「十尾祭品之力」，將其瞳力投影在月亮地面，對地面所有的人施放「無限月讀」，讓全世界在幻術世界中合而為一，斬斷世間的因果，創造只有勝者、和平和愛的世界。
在第四次忍界大戰結束十多年後，宇智波信企圖復興曉，目的是消滅所有沉溺於和平以及妨礙他的人。

### 行動階段
- 第一階段：籠絡精銳或逃亡忍者透過各種管道收集大量資金和封印尾獸。
- 第二階段：利用收集來的資金建立一個以打仗為工作的傭兵組織，並將尾獸力量用在戰爭上，破壞各國對於「忍者村」系統的依賴。
- 第三階段：由「曉」獨佔並控制所有戰爭，進而征服世界。

### 動向
在失去幾乎所有曉成員之後，宇智波帶土說這些都在他的「月之眼計劃」之中，接著由外道魔像製造的十萬白絕大軍作為戰鬥主力，透過柱間的複製品和被俘虜的木遁忍者大和強化白絕的木遁能力以便緝捕祭品之力，同時讓白絕在交戰時施展難以辨別的變身術企圖將忍聯軍從內部瓦解，另外藥師兜握有宇智波斑的屍體，因此與其穢土轉生部隊聯手，正式展開第四次忍界大戰。

## 小隊
- 以兩人為一小隊，其中一人死後則由新成員補上（例如：枇杷十藏及宇智波鼬，十藏死後由干柿鬼鮫補上），兩人死了則不補上新成員（如飛段及角都）。
- 在曉與鷹合作期間，鷹全員為一隊進行活動。

## 衣著

### 服裝

上為正常的忍者的護額，下為「曉」的成員的護額﹝以木葉村忍者為例﹞

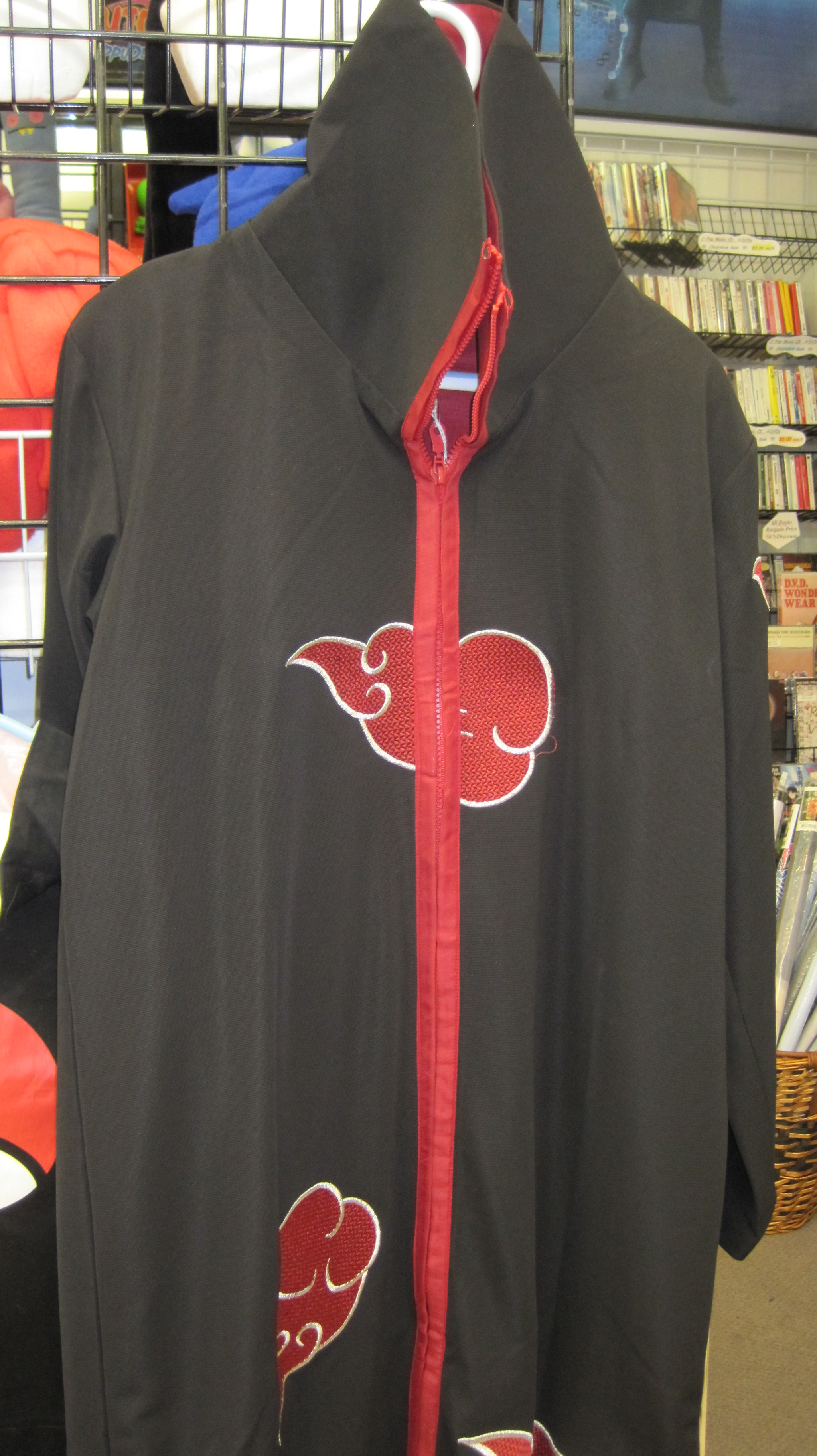
曉的衣著

「曉」的成員的服裝是相同的，共同點是印有紅雲的黑色大衣，有白色絲帶的斗笠以及塗成黑色的指甲，以及代表他們的稱號戒指，每枚戒指都有固定的代號和地位，如果有配戴護額，就必須在護額上劃上一道痕，以表示和忍者村斷絕關係。根據小南的說法，「曉」黑色大衣上的紅雲，是象徵那場讓雨忍者村染上鮮血的慘烈戰爭。

### 戒指
一共有10個戒指，曉的成員在會配戴在相對應的手指上。
代號分別為
- 零「零葬」－右手 大拇指  屬於培因、長門。
- 青「青龍」－右手  食指   屬於地達羅。
- 白「白虎」－右手  中指   屬於小南。
- 朱「朱雀」－右手 無名指  屬於宇智波鼬。
- 玄「玄武」－右手 小拇指  屬於絕。
- 空「空陳」－左手 小拇指  屬於大蛇丸。
- 南「南斗」－左手 無名指  屬於枇杷十藏，後來屬於干柿鬼鮫。
- 北「北斗」－左手  中指   屬於角都。
- 三「三台」－左手  食指   屬於飛段。
- 玉「玉女」－左手 大拇指  屬於蠍，後來屬於宇智波带土。

| 配戴者 | 培因 | 地達羅 | 小南 | 宇智波鼬 | 絕 | 干柿鬼鮫 | 角都 | 飛段 | 蠍 | 大蛇丸 |
| ------ | ---- | ------ | ---- | -------- | -- | -------- | ---- | ---- | -- | ------ |
| 戒指   |      |        |      |          |    |          |      |      |    |        |